# Édouard Ravel de Malval
Pour les articles homonymes, voir Ravel (homonymie).
Ne doit pas être confondu avec Édouard John Ravel.
Édouard Ravel de Malval né à Lyon le 13 novembre 1822 et mort à Paris le 13 novembre 1900 est un peintre français.

## Biographie

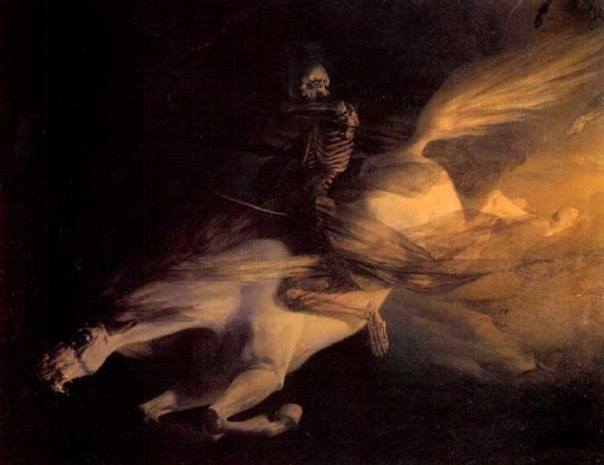
Attribué à Édouard Ravel de Malval, La Mort sur un cheval pâle, localisation inconnue.

Jean Michel Édouard Ravel de Malval est élève de Paul Jean Flandrin.
Il meurt le 13 novembre 1900 à son domicile situé villa Boileau au 18, rue Molitor dans le 16e arrondissement de Paris.

## Œuvre

### Salons
Édouard Ravel de Malval expose au Salon à Paris à partir de 1847 et jusqu'en 1888.
- 1847 : Prométhée déchiré par un vautour[3].
- 1848 : Prométhée déchiré par un vautour[4] (déjà exposé en 1847).
- 1849 : Caton d’Utique[5].
- 1850 : Mort de Louis de Vargas ; Jeune fille et jeunes fleurs[6].
- 1864 : Descente de croix[7].
- 1865 : La Mort ; La Fortune et ses amours[8].
- 1866 : L'Ange du travail[9].
- 1868 : Un ange[10].
- 1869 : Bacchanale[11].
- 1870 : Groupe d'amours[12].
- 1878 : Les Restes d'un déjeuner[13].
- 1879 : Jeune pêcheur[14].

### Expositions
Dans les années 1852 à 1856, Ravel de Malval expose à Lyon.

### Ouvrage illustré
- Honoré Bonhomme, La société galante et littéraire au XVIIIe siècle, Paris, E. Rouveyre, 1880.

## Collections publiques
- Lille, palais des Beaux-Arts : L'Artiste malade.
- Marseille, musée des Beaux-Arts : L'Adoration des bergers.

## Localisation inconnue
- La Mort sur un cheval pâle, attribution, huile sur panneau, 119 × 93 cm[15].